# Ramdjes Soekaransingh
Ramdjes Soekaransingh is een Surinaams bestuurder. Hij was tot 2011 districtscommissaris van Wanica.

## Biografie
Ramdjes Soekaransingh werd in of voor 2004 benoemd tot districtscommissaris (dc) van Wanica. Tijdens de verkiezingen van 2010 kreeg hij als voorzitter van het hoofdstembureau van Wanica te maken met politieke druk van president Ronald Venetiaan om de A-Combinatie meer ruimte te geven, toen ze te laat was met inschrijven. Aan de andere kant benadrukte Jennifer van Dijk-Silos als voorzitter van het Onafhankelijk Kiesbureau juist dat hij zich aan de wet diende te houden en verwees daarbij naar de eed die hij had afgelegd.
In september 2010 was Soekaransingh daarnaast kortstondig waarnemend dc van Para. In januari 2011 werd hij opgevolgd door Ravin Jiawan.